# Vicki Movsessian-Lamoriello
Vicki Movsessian-Lamoriello, nata Victoria Movsessian (Concord, 6 novembre 1972), è un'ex hockeista su ghiaccio statunitense, vincitrice di una medaglia olimpica ai giochi olimpici invernali di Nagano nel 1998.

## Biografia
Dopo essersi laureata con lode in economia e marketing aziendale alla Providence College, ha lavorato per la Prudencia Financial.
È sposata con Christopher Lamoriello, figlio dell'allenatore di hockey su ghiaccio Lou Lamoriello, da cui ha avuto due figli.

## Carriera

### Club
Ha mosso i primi passi nel mondo nello sporto durante il periodo di frequentanza alla Arlington Catholic High School, dove ha iniziato a praticare dapprima ginnastica artistica e in seguito calcio e softball.
Nel 1990 ha iniziato a giocare ad hockey su ghiaccio, entrando a far parte della squadra del suo college, i Providence Friars. Con i friars ha militato per otto anni distinguendosi come All-ECAC nelle stagioni 1991-1992 e 1992-1993.

### Nazionale
Tra il 1994 ed il 1998 ha fatto parte delle delegazioni nazionali statunitense, con cui ha preso parte alle olimpiadi invernali di Nagano 1998 e a due campionati mondiali, vincendo nel complessivo un oro e due argenti.

## Palmarès

### Olimpiadi invernali
- 1 medaglia
  - 1 oro (a Nagano 1998)

### Mondiali
- 2 medaglie
  - 2 argenti (Stati Uniti 1994, Canada 1997)